# Dominique Regef
Dominique Regef est un multi-instrumentiste né 1947 à Paris. Il est improvisateur, compositeur, et spécialiste d'instruments à cordes frottées comme le violoncelle, le rebec, le vièle à archet, le dilruba du Rajasthan et la vielle à roue. 

## Biographie
Son intérêt pour les musiques contemporaines et improvisées s'est affirmé à la suite de formations aux musiques classiques, médiévales et traditionnelles.
Dominique Regef est membre du groupe Mélusine fondé en 1973 et Malicorne. Il participe au trio Memento en 2013 ainsi qu'au trio Amor fati.

## Discographie
Il enregistre notamment les albums suivants :

### En solo
- Tourneries (avec Michel Doneda et Dominique Répécaud, 1993)[6]
- Horizons chimériques (avec la Camerata de France, Composition de Daniel Tosi, 2009)

### En collaboration
- Steve Waring, Special Instrumental Guitar, Le Chant du Monde, 1975, avec Jacques Mayoud, Philippe Guilhaume, Philippe Maté.
- avec Emmanuelle Parrenin, Jean-Loup Baly, Jean-François Dutertre, Le Galant Noyé: Ballades et chansons traditionnelles Françaises, Le Chant du Monde, 1975.
- avec Jean-Loup Baly, Jean-François Dutertre, Emmanuelle Parrenin, Naïk Raviart, Mône Dufour, Chansons à Danser : Belle ton amour me mène, Le Chant du Monde, 1976.
- Toulouse Medieval Ensemble, Musique liturgique et profane du XIVe siècle, 1988.
- avec Beñat Achiary, Arranoa, 1988.
- avec Gérard Zuchetto, Trobar e cantar, 1991.
- avec Beñat Achiary, Lili Purprea, 1991.
- L'élémentaire sonore, 1992.
- avec Michel Doneda, Lê Quan Ninh, SOC, 1992.
- avec Mighela Cesari & Mighele Raffaelli, U cantu prufondu, 1993.
- avec Stephan Eicher, Carcassonne  1993.
- avec Rémy Walter, Face to the Ground, 1994.
- avec Éric Lareine L'ampleur des dégâts, 1994.
- Les Vents d'Est, Ballade pour une mer qui chante Vol.2, 1995.
- Serge Pey L'évangile du serpent (1995)
- Système Friche (1996)
- Philippe Maté, Emotions, (1998)
- Troubadours Art Ensemble, Concept, (2000)
- Troubadours Art Ensemble Trob'art (2000)
- Roger Hodgson, Open the Door, 2000.
- Troubadours Art Ensemble, Concepts 2, 2001.
- Occitania, 2001.
- Michel Marre, Indians Gavachs, 2001.
- Philippe Eidel, Renaissance, 2001.
- Millenarium Douce Amie - Chansons de Trouvères, 2002.
- Trobada, Trobada, 2003.
- avec Carlos Zíngaro, Wilbert de Joode, Spectrum String Trio, Clean Feed records, 2008.